# فقيرزهي خان محمدبازار
فقيرزهي خان محمدبازار (بالفارسية: فقیرزهی خان محمدبازار) هي قرية تقع في منطقة بولان في إيران. يقدر عدد سكانها بـ 70 نسمة بحسب إحصاء 2016.